# 祖辛卣
祖辛卣为商代晚期的青铜器。通高25.5厘米，重3千克。1965年出土于河南辉县，现藏于河南博物院。

## 名称
- 祖辛：中國商朝第十五任君主。
- 卣：一种古代酒器，常见于商朝和西周时期。